# 土屋順一
土屋 順一（つちや じゅんいち、1956年4月 - ）は、日本の言語学者。専門は、日本語教育・日本語学・音声学。元東京外国語大学留学生日本語教育センター准教授。

## 略歴
- 1979年3月　東京外国語大学外国語学部モンゴル語学科卒業
- 1988年3月　東京外国語大学大学院外国語学研究科修士課程修了
- 1989年4月　東京外国語大学非常勤講師
- 1994年4月　東京外国語大学留学生日本語教育センター助教授
- 2014年3月　東京外国語大学退職

## 研究業績
- 「留学生による日本語キーボード入力変換の実態」杉田幸代共同発表『日本教育工学会研究報告集』 JSET08-1 (2008)
- 「漢字圏の日本語学習者の母語と日本語学習観-自己評価と他者評価」杉田幸代共同発表　『第7回国際日本研究・日本語教育シンポジウム報告書』(2008)